# Caitlin
Caitlin  è un nome proprio di persona inglese femminile.

## Varianti
- Femminili: Cathleen[1][3], Kathleen[1][2][3], Caitlyn[1][3], Kaitlin[1][3], Kaitlyn[1][3], Kaitlynn[1], Katelin[1], Katelyn[1][3], Katelynn[1][3], Katlyn[1][3]
  - Ipocoristici: Cate[3], Kate[3], Katie[3]

### Varianti in altre ligue
- Irlandese: Caitlín[1], Caitlin[1], Cathleen[1], Kathleen[1]
  - Ipocoristici: Cáit[3]

## Origine e diffusione
Si tratta di un'anglicizzazione di Caitlín, la forma irlandese di Cateline, la quale, a sua volta, è la forma francese antica di Caterina; nel XIX secolo si fece strada un'altra anglicizzazione del nome, Kathleen, seguita, nel XX secolo, da una vasta gamma di varianti, queste ultime limitate sostanzialmente alla sola lingua inglese. Negli Stati Uniti il nome Caitlin era scarsamente usato fino a che, intorno al 1985, la sua popolarità crebbe d'improvviso.

## Onomastico
L'onomastico si festeggia lo stesso giorno di Caterina, cioè in genere il 25 novembre in memoria di santa Caterina d'Alessandria o il 29 aprile in onore di santa Caterina da Siena.

## Persone

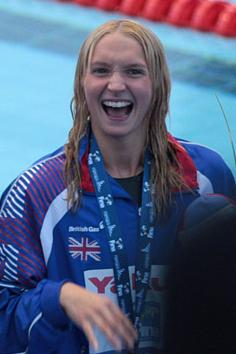
Caitlin McClatchey

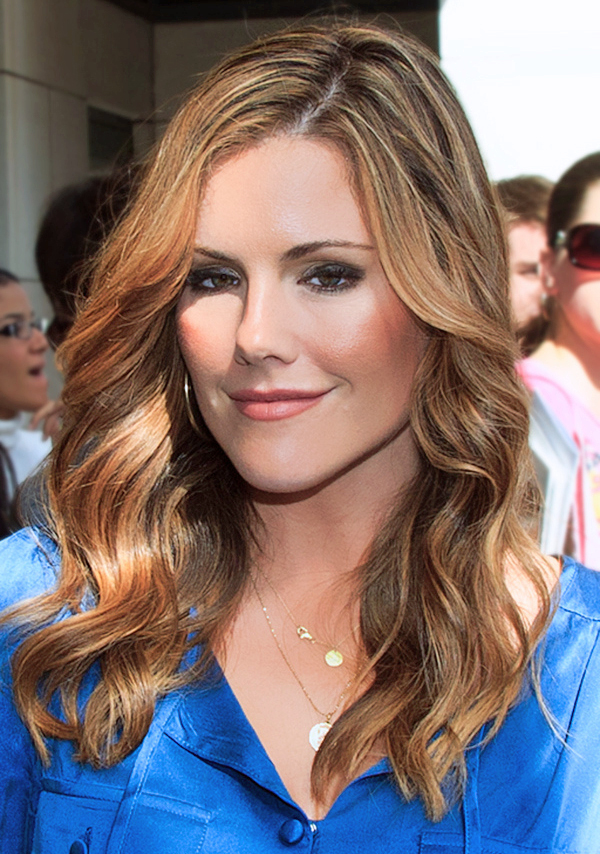
Kathleen Robertson

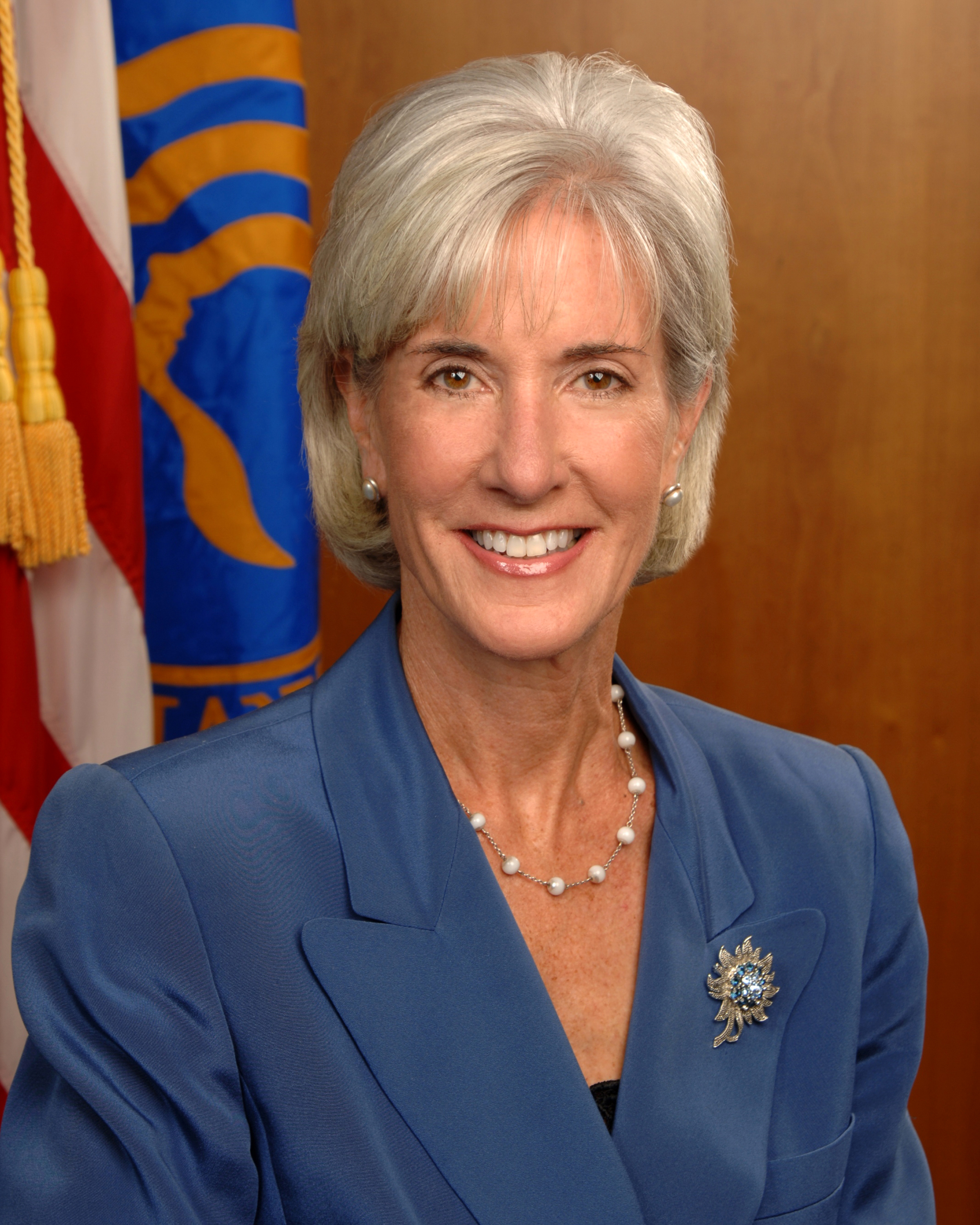
Kathleen Sebelius

- Caitlin Bilodeaux, schermitrice statunitense
- Caitlin Clark, cestista statunitense
- Caitlin FitzGerald, attrice statunitense
- Caitlin Foord, calciatrice australiana
- Caitlin McCarthy, attrice e produttrice cinematografica statunitense
- Caitlin McClatchey, nuotatrice britannica
- Caitlin Moran, scrittrice e giornalista britannica
- Caitlin Stasey, attrice australiana
- Caitlin Thompson, schermitrice statunitense
- Caitlin Wachs, attrice statunitense

### Variante Cathleen
- Cathleen Martini, bobbista tedesca
- Cathleen Nesbitt, attrice britannica
- Cathleen Rund, nuotatrice tedesca
- Cathleen Synge Morawetz, matematica canadese

### Variante Kathleen
- Kathleen Battle, soprano statunitense
- Kathleen Ferrier, contralto britannico
- Kathleen Freeman, attrice statunitense
- Kathleen Hanna, cantante e attivista statunitense
- Kathleen Kennedy, produttrice cinematografica statunitense
- Kathleen Agnes Kennedy, socialite anglo-statunitense
- Kathleen Kenyon, archeologa britannica
- Kathleen Olsovsky, pallavolista e dirigente sportiva statunitense
- Kathleen Quinlan, attrice statunitense
- Kathleen Robertson, attrice canadese
- Kathleen Sebelius, politica statunitense
- Kathleen Turner, attrice statunitense
- Kathleen Weiß, pallavolista tedesca
- Kathleen E. Woodiwiss, scrittrice statunitense
- Kathleen York, attrice, cantante e compositrice statunitense

### Altre varianti
- Kaitlyn Ashley, pornoattrice statunitense
- Kaitlyn Dever, attrice statunitense
- Caitlyn Jenner, personaggio televisivo e multiplista statunitense
- Caitlyn Taylor Love, cantante e attrice statunitense
- Katelyn Ohashi, ginnasta statunitense
- Kaitlin Olson, attrice statunitense
- Kaitlin Sandeno, nuotatrice statunitense

## Il nome nelle arti
- Caitlyn è un campione giocabile nel videogioco League of Legends.
- Kaitlin Cooper è un personaggio della serie televisiva The O.C..
- Caitlin Fairchild è un personaggio della serie a fumetti Gen¹³.
- Kathleen Mavourneen è un personaggio del film del 1914 Kathleen the Irish Rose, diretto da Carroll Fleming.
- Caitlin Ramírez è un personaggio della soap opera Beautiful (The Bold and the Beautiful), interpretato dall'attrice Kayla Ewell[7]
- Caitlin Snow è uno dei personaggi principali della serie tv The Flash.
- Catelyn Tully è un personaggio delle Cronache del ghiaccio e del fuoco e della serie televisiva Il Trono di Spade.